# Otto Kreiner (Schriftsteller)
Otto Kreiner (* 13. September 1931 in Wien; † 29. September 1993 ebenda) war ein österreichischer  Schriftsteller.

## Leben und Wirken
Kreiner war Mitarbeiter an der 1966 von Rudolf Henz, Gerhard Fritsch, und Paul Kruntorad gegründeten Zeitschrift Literatur und Kritik.
Über seine Sammlung von Kurzgeschichten Fräulein, soll ich in Ihrem Schoße liegen? urteilte Walter Hinck in der Frankfurter Allgemeinen Zeitung: „Immer wieder überrascht Kreiner den Leser mit frappierenden Kombinationen: der Lyriker Hardo Seidelbast, der aus Arno Holz’ „Blechschmiede“ entsprungen sein könnte, begründet seinen poetischen Ruhm mit einem Kinnhaken; Captain Brown von Scotland Yard identifiziert einen lange gesuchten buckligen Verbrecher als Rumpelstilzchen; in der Villa meldet der herrschaftliche Diener sechs Millionen Arbeitslose, die sich aufwärmen wollen; und nachdem ein Staatsmann auf den Knopf gedrückt hat, ist die Erdachse ein wenig verbogen. Manche Texte lesen sich, nicht nur wo sie makaber werden, wie prosaische Seitenstücke zu den Chansons des Wiener Landsmannes Georg Kreisler.“ Karl Heinz Kramberg urteilte über dasselbe Buch in Die Zeit: „H. C. Artmanns Traumfigurinen und Husarengeschichten liefern gleichsam den Fundus, aus dem Kreiner das technische Rüstzeug für seine fragilen, meist pointenlosen Zeitungsmärchen und Legenden entleiht.“
Intensiv setzte sich Kreiner mit dem Leben und Werk Karl Mays auseinander, dem er eine Trilogie widmete. Kreiner erlebte nur das Erscheinen des ersten Bandes Der Schatten (1989). Die beiden Folgebände Der Ruhm (1994) und Abendsonne (1996) wurden nach dem Tod des Autors von dem Germanisten Dieter Sudhoff herausgegeben. Ralf Schönbach urteilte in die horen: „Kreiners Kunstgriff, May seine ‚wirklichen’ Ansichten frei aussprechen zu lassen, gibt dem Buch einen eigenen Reiz und hebt es auf eine besondere Weise von seinen rein apologetischen und verherrlichenden Vorgängern ab. Somit regt es auf recht provozierende Weise dazu an, Mays wirkliche Sichtweise der Dinge zu relativieren.“
Weil er von seiner Tätigkeit als Schriftsteller nicht leben konnte, arbeitete Kreiner in verschiedenen Berufen unter anderem als Schneider, Gärtner und Beamter.

## Werke
- Worte, Worte, Worte. Wien: Europäischer Verlag 1971
- Fräulein, soll ich in Ihrem Schoße liegen? Salzburg: Residenz Verlag 1976, ISBN 3-7017-0148-2
- Das triviale Abenteuer: Tom Shark, Rolf Torring und ihre Folgen. (Schund-) Hefterlserien zwischen Geschäft und Politik. München und Wien: Verlag Jugend und Volk 1980, ISBN 3-7141-7327-7
- Der Schatten. Phantasien über den Volksschriftsteller Karl May. Salzburg und Wien: Residenz Verlag 1989. ISBN 3701705674
- Der Ruhm. Roman über den Volksschriftsteller Karl May. Hrsg. von Dieter Sudhoff, Paderborn: Wim-Snayder-Verlag 1994, ISBN 3930302012
- Abendsonne. Roman über Karl May. hrsg. von Dieter Sudhoff, erschienen im Wim Snayder Verlag, Paderborn 1996, ISBN 3930302489